# Uriah Tracy
Uriah Tracy (født 2. februar 1755 – 19. juli 1807) var en amerikansk politiker fra Connecticut, som gjorde tjeneste i både Repræsentanternes Hus og Senatet. 

## Tidligt liv
Tracy blev født i Franklin, Connecticut. I sin ungdom blev han uddannet i de frie kunster.. Hans navn findes blandt mændene i et militærkompagni fra Roxbury, som kæmpede på revolutionærernes side ved slaget ved Lexington i begyndelsen af den amerikanske revolution. Han gjorde senere tjeneste i dette kompagni fra Roxbury som administrator.
Tracy tog senere eksamen i 1778 fra Yale (hvor en af dem som studerede samtidig med ham var Noah Webster). Han antoges i advokatsamfundet i 1781 og praktiserede siden som advokat i Litchfield i mange år.

## Politisk karriere
Tracy var medlem af Connecticuts parlament fra 1788 til 1793. Han var sidenhen medlem af Repræsentanternes hus fra 1793 til 1796, valgt for Føderalistpartiet.
I 1796 valgtes han til USAs senat for at erstatte Jonathan Trumbull, som var afgået for at blive viceguvernør i Connecticut. Tracy tjente som senator til hans død i Washington, D.C. den 19. juli 1807. Han blev den første som blev begravet på Kongressens begravelsesplads, Congressional Cemetery.
Han var en af flere politikere fra New England, som i 1803 foreslog at New England skulle forlade USA på grund af voksende indflydelse fra Jeffersons demokrater og Louisiana-købet, som de mente ville mindske de nordlige delstaters indflydelse endnu mere.
Hans portræt, malet af Ralph Earl, findes i Litchfield Historical Societys samlinger i Litchfield, Connecticut.